# (142091) Omerblaes
(142091) Omerblaes est un astéroïde de la ceinture principale.

## Description
(142091) Omerblaes est un astéroïde de la ceinture principale. Il fut découvert le 29 août 2002 à l'observatoire Palomar par Sebastian F. Hönig. Il présente une orbite caractérisée par un demi-grand axe de 2,42 UA, une excentricité de 0,12 et une inclinaison de 6,3° par rapport à l'écliptique.

## Compléments